# Liste der Baudenkmäler in Train (Niederbayern)
Auf dieser Seite sind die Baudenkmäler in der niederbayerischen Gemeinde Train zusammengestellt. Diese Tabelle ist eine Teilliste der Liste der Baudenkmäler in Bayern. Grundlage ist die Bayerische Denkmalliste, die auf Basis des Bayerischen Denkmalschutzgesetzes vom 1. Oktober 1973 erstmals erstellt wurde und seither durch das Bayerische Landesamt für Denkmalpflege geführt wird. Die folgenden Angaben ersetzen nicht die rechtsverbindliche Auskunft der Denkmalschutzbehörde.

## Baudenkmäler nach Ortsteilen

### Train
| Lage                               | Objekt             | Beschreibung | Akten-Nr.    | Bild           |
| ---------------------------------- | ------------------ | --- | ------------ | -------------- |
| Herrnstraße 8 (Standort)           | Schloss            | Dreigeschossiger Walmdachbau über unregelmäßigem Grundriss, mit Zwerchhäusern und barockem Ädikulaportal, zweigeschossige Auslucht mit Walmdach nach Westen, 1695 beziehungsweise 1710, im Kern 15./16. Jahrhundert Schlosskapelle, zum Teil in das Schloss eingebunden, eingeschossiger Flachsatteldachbau mit Pultdachtrakt, Turm mit Glockenhaube, 1695 beziehungsweise 1710; mit Ausstattung Ringmauer mit polygonaler und runden Eckbastionen, Ziegelmauerwerk, wohl 18./19. Jahrhundert Schlossgraben, wohl 17./18. Jahrhundert | D-2-73-177-2 | weitere Bilder |
| Mallmersdorfer Straße 3 (Standort) | Kirche St. Michael | Ehemalige Saalkirche mit Satteldach und stark eingezogenem Kastenchor, Chorturm mit Spitzhelm, 1835, im Kern älter (niedrige Seitenschiffe modern); mit Ausstattung Ehemalige Seelenkapelle, jetzt Lourdesgrotte, Steildachbau über rechteckigem Grundriss, um 1600 | D-2-73-177-1 | weitere Bilder |

### Mallmersdorf
| Lage                           | Objekt             | Beschreibung | Akten-Nr.    | Bild               |
| ------------------------------ | ------------------ | --- | ------------ | ------------------ |
| Untere Dorfstraße 2 (Standort) | St.-Barbara-Kirche | Saalkirche mit Steildach, Chor dreiseitig geschlossen, in die Südwestecke des Langhauses eingestellter Turm mit eingeschnürter Zwiebelhaube, bezeichnet „1585“, barock verändert | D-2-73-177-5 | St.-Barbara-Kirche |

### Neukirchen
| Lage                         | Objekt           | Beschreibung | Akten-Nr.    | Bild           |
| ---------------------------- | ---------------- | --- | ------------ | -------------- |
| Neukirchen 11 1/2 (Standort) | Kirche St. Georg | Saalkirche mit Steildach und eingezogenem Kastenchor, gedrungener Chorturm mit Spitzhelm, romanisch, Ausbau im 16. Jahrhundert, Erneuerung des Langhauses 1838; mit Ausstattung | D-2-73-177-7 | weitere Bilder |

## Ehemalige Baudenkmäler
In diesem Abschnitt sind Objekte aufgeführt, die früher einmal in der Denkmalliste eingetragen waren, jetzt aber nicht mehr. Objekte, die in anderem Zusammenhang also z. B. als Teil eines Baudenkmals weiter eingetragen sind, sollen hier nicht aufgeführt werden. Aktennummern in diesem Abschnitt sind ehemalige, jetzt nicht mehr gültige Aktennummern.

| Lage                                        | Objekt     | Beschreibung                                                               | Akten-Nr.    | Bild |
| ------------------------------------------- | ---------- | -------------------------------------------------------------------------- | ------------ | ---- |
| Mallmersdorf Untere Dorfstraße 3 (Standort) | Bauernhaus | Eingeschossiger Greddachbau, Fassade mit Putzgliederungen, 19. Jahrhundert | D-2-73-177-6 | BW   |

## Abgegangene Baudenkmäler
In diesem Abschnitt sind Objekte aufgeführt, die früher einmal in der Denkmalliste eingetragen waren, jetzt aber nicht mehr existieren, z. B. weil sie abgebrochen wurden. Aktennummern in diesem Abschnitt sind ehemalige, jetzt nicht mehr gültige Aktennummern.

| Lage                                        | Objekt                       | Beschreibung | Akten-Nr.    | Bild |
| ------------------------------------------- | ---------------------------- | --- | ------------ | ---- |
| Train Niederumelsdorfer Straße 8 (Standort) | Bauernhaus                   | Erdgeschossig, mit Greddach, um Mitte 19. Jahrhundert                                                                                 | D-2-73-177-3 | BW   |
| Train Sankt Johanner Straße 5 (Standort)    | Bauernhof in Hakenform       | Wohnhaus, erdgeschossig, mit Greddach und Putzgliederungen, um Mitte 19. Jahrhundert                                                  | D-2-73-177-4 | BW   |
| St. Johann Mainburger Straße 3 (Standort)   | Wohn- und Wirtschaftsgebäude | Erdgeschossig, Front mit Vortreppe und originellem Zierbundwerk, um 1900; hakenförmig anschließendes weiteres Gebäude (Abensstraße 2) | D-2-73-177-8 | BW   |